# Engelbritzen
Koordinaten: 51° 20′ 56″ N, 9° 8′ 8″ O
Engelbritzen war eine Dorfsiedlung in der heutigen Gemarkung von Viesebeck, einem Stadtteil der nordhessischen Stadt Wolfhagen, Landkreis Kassel. Wann der Ort verlassen wurde und wüst fiel, ist nicht bekannt. 

## Geographische Lage
Der Ort befand sich etwa 1 km südlich von Viesebeck und 3,5 km nordwestlich von Wolfhagen auf 262 m Höhe westlich des hier von Nordosten nach Norden umbiegenden Viesebeckerbachs in den Feldern der Flur Engelbrechzerfeld. Die heutige Gehöftgruppe Engelbrechzerfeld liegt etwa 200 m nordöstlich. Die Kreisstraße K 92 von Gasterfeld im Süden nach Viesebeck im Norden verläuft 200 m westlich der einstigen Siedlung.

## Geschichte
Die erste schriftliche Erwähnung des Orts stammt aus dem Jahr 1267, als ein Mangold von Engelbrachtessen erwähnt wird. Der Ortsname erschien im Laufe der folgenden Jahrhunderte wechselnder Schreibweise: „Engelbrachtessen“ (1267), „Engelbrachtingshusen“ (1331), „Engilbrechtessen“ (1409), „Engelbrachtsen“ (1458), „Engelbrechsen“ (1514) und „Engelberschen“ (1531). Ob sich dies aber in jedem Fall auf diesen Ort oder auf Engelbrachtinghausen bei Sachsenberg bezieht, ist nicht unumstritten.
Nur wenige fragmentarische Informationen zur Geschichte des Orts sind bekannt. Als Vasallen der Landgrafen von Hessen waren die Herren von Helfenberg Lehnsinhaber von Besitz in Engelbritzen, später dann wohl auch die Spiegel zum Desenberg. Aufgrund der im Jahre 1409 geschlossenen Erbeinigung Rudolphs V. von Helfenberg, dem letzten seines Geschlechts, mit Landgraf Hermann II. fiel sein gesamter Allodial- und Lehensbesitz, einschließlich Engelbritzen, bei seinem Tod 1414 an den Landgrafen. Der Ort, der inzwischen längst aufgegeben und dessen Feldmark der Gemarkung von Viesebeck einverleibt worden war, findet letztmals urkundliche Erwähnung im Wolfhager Salbuch von 1537, das den Engelbritzer Zehnten zu Viesebeck auflistet.
Die Flurnamen „Engelbrechtsen“ (um 1900), „Engelbrechzerfeld“ (1930er Jahre) und „Engelbrechzerfeld“ (heute) und das Gehöft „Engelbrechzerfeld“ erinnerten und erinnern an das verschwundene Dorf.